# Économie niçoise
Comme d'autres villes du sud de la France, Nice a été peu touchée par la révolution industrielle. L'essentiel de son développement économique a été provoqué par le tourisme, le commerce et les activités liées au bâtiment. Après la Seconde Guerre mondiale, les activités administratives se sont beaucoup développées. Elles jouent aujourd'hui un rôle important dans l'économie de la ville.

## Données sectorielles

### Secteur primaire
L'agriculture ne concerne plus aujourd'hui que 0,8 % des actifs. La culture florale, encore importante dans les années 1950, occupe une part de plus en plus réduite. Elle s'est souvent reportée dans d'autres communes. Les surfaces qu'elle occupait sont grignotées par l'urbanisation. L'activité agricole est désormais davantage représentée par des cultures maraîchères, qui ont mieux résisté, tout en régressant progressivement vers le Nord de la plaine du Var. Il reste aussi quelques exploitations familiales vinicoles sur la colline de Bellet (une centaine de milliers de bouteilles par an).

### Secteur secondaire
Les activités du secondaire (industrie) représente moins de 10 % des actifs. Il y a en fait peu de véritables fabrications, en dehors de la confection et de quelques activités très spécialisées comme les fonderies Giordan, les fabricants d'ascenseurs ou la Sfernice (entreprise spécialisée dans les composants électroniques et leurs dérivés, installée dans le vallon de La Madeleine). Les entreprises du bâtiment et des travaux publics (entreprises Nicoletti ou Spada) représentaient encore 10 % des emplois en 1982, sensiblement moins en 1999. La confection est représentée par des grandes maisons (Dana) et, surtout, des petits ateliers spécialisés, par exemple dans la fabrication de tenues d'été ou de maillots de bain.

### Secteur tertiaire
Nice est avant tout une ville tertiaire. Plus de 85 % des actifs travaillent dans ce secteur. La fonction d'accueil (le tourisme) demeure importante, sous la forme d'hôtels, de pensions ou de locations meublées. Le tourisme de congrès est, depuis les années 1970, une composante majeure de l'activité touristique. Le commerce est également très important. L'équipement commercial est abondant. Le commerce représente une part notable des actifs et des emplois et les commerçants ont, depuis longtemps, un poids politique important à Nice. Les fonctions administratives de la ville se sont beaucoup développées et le nombre des emplois administratifs n'a cessé d'augmenter, qu'il s'agisse de fonctionnaires d'État, de fonctionnaire départementaux ou municipaux, ou d'emplois administratifs du secteurs privés, surtout dans les banques et les sociétés d'assurances implantées dans le quartier de l'Arenas. La fonction médicale s'est également développée et constitue aujourd'hui une part notable de l'activité économique de la ville. Elle concerne à la fois des médecins, des cabinets spécialisés et les établissements hospitaliers. Le développement de l'enseignement, enfin, fait de ce secteur une autre acteur économique majeur.
En 2007, la ville compte 177 hôtels, totalisant 9 810 chambres. Parmi eux, on distingue 6 sans étoile, 19 une étoile, 68 deux étoiles, 60 trois étoiles et 24 quatre étoiles et luxe.
Après la Seconde Guerre mondiale, la municipalité s'efforce de diversifier ses activités. L'installation d'IBM à La Gaude, en 1962, marque le début de l'orientation vers les hautes technologies. La création au début des années 1970 du technopole de Sophia-Antipolis, spécialisé dans l'informatique, la recherche médicale et les télécommunications, ressort de la même volonté. Les mesures d'accompagnement urbanistiques n'ont cependant pas été pris à temps. La voirie est devenue inadaptée et le parc de logements insuffisant. Le réseau de transport en commun est trop peu développé. Aujourd'hui[Quand ?], Sophia-Antipolis accueille 1 300 entreprises et 30 000 emplois, 4 000 chercheurs et plus de 5 000 étudiants.

## Quartiers d'affaires
Pour attirer des entreprises et rajeunir la population (28 % a plus de 60 ans), la municipalité a décidé de construite un quartier d'affaires à l'Arenas, près de l'aéroport. Le taux trop élevé de la taxe professionnelle a limité le succès de l'opération. Un nouveau quartier d'affaires tourné vers les hautes technologies, Nice Méridia, est actuellement en construction au nord de l'Arenas.
La ville doit à présent développer les industries de haute technologie, la recherche et l'enseignement supérieur si elle veut rester compétitive.

## Emplois
En 1999, le nombre total d'actifs sur la commune de Nice était de 133 228, se répartissant dans les divers secteurs économiques comme suit :
|                   | Tertiaire | Industrie | Construction | Agriculture |
| ----------------- | --------- | --------- | ------------ | ----------- |
| Nice              | 87,4 %    | 6,7 %     | 5,2 %        | 0,8 %       |
| Moyenne nationale | 71,5 %    | 18,3 %    | 6,1 %        | 4,1 %       |

La population active totale de la ville était de 141 683 personnes en 2005. Le revenu moyen par ménage est plus élevé que dans le reste de la France (en 2004, 15 563 euros par an contre 15 027 en moyenne).
| Année           | 1999   | 2005  | 2006  | 2009   |
| Taux de chômage | 15,8 % | 9,4 % | 8,8 % | 12,8 % |

La ville comptait en 2005 :
- 41,3 % d'actifs (moyenne nationale : 45,2 %)
- 23,1 % de retraités (moy. nat. : 18,2 %)
- 22,5 % de jeunes scolarisés (moy. nat. : 25 %)
- 13,1 % d'autres personnes sans activité (moy. nat. : 11,6 %).

La structure de l'emploi était la suivante en 2005 :
- Agriculteurs : 0,3 % (moy. nat. : 2,4 %).
- Artisans, commerçants, chefs d'entreprises : 7,7 % (moy. nat. : 6,4 %).
- Cadres, Professions intellectuelles : 13,5 % (moy. nat. : 12,1 %).
- Professions intermédiaires : 22,5 % (moy. nat. : 22,1 %).
- Employés : 37 % (moy. nat. : 29,9 %).
- Ouvriers : 19 % (moy. nat. : 27,1 %).

## Entreprises
Les entreprises, privées et publiques, comptées en « établissements », se répartissaient ainsi en 2005 :
- Industries agricoles et alimentaires : 1,4 %.
- Industries des biens de consommation : 2,9 %.
- Industries des biens d'équipements : 1 %.
- Industries des biens intermédiaires : 0,8 %.
- Énergie : 0,2 %.
- Construction : 9,7 %.
- Commerce : 27,8 %.
- Transport : 3,4 %.
- Activités immobilières : 5,7 %.
- Services aux entreprises : 17,5 %.
- Services aux particuliers : 15,0 %.
- Éducation, santé, action sociale : 14,5 %.

La taxe professionnelle, en 2005, était de 21,02 % (moy. nat. : 17,75 %).